# كالفين بريدغز
كالفين بريدغز (بالإنجليزية: Calvin Bridges)‏ هو موسيقي أمريكي، ولد في 24 يناير 1952.